# كيفن بايز
كيفن بايز (بالإنجليزية: Kevin Buys)‏ هو لاعب اتحاد الرغبي جنوب أفريقي، ولد في 26 أبريل 1986 في بينوني في جنوب أفريقيا.

## وصلات خارجية
- كيفن بايز عل موقع إسبنسكروم (الإنجليزية)
- كيفن بايز على موقع ItsRugby.co.uk (الإنجليزية)